# Nekropole von Genna Salixi

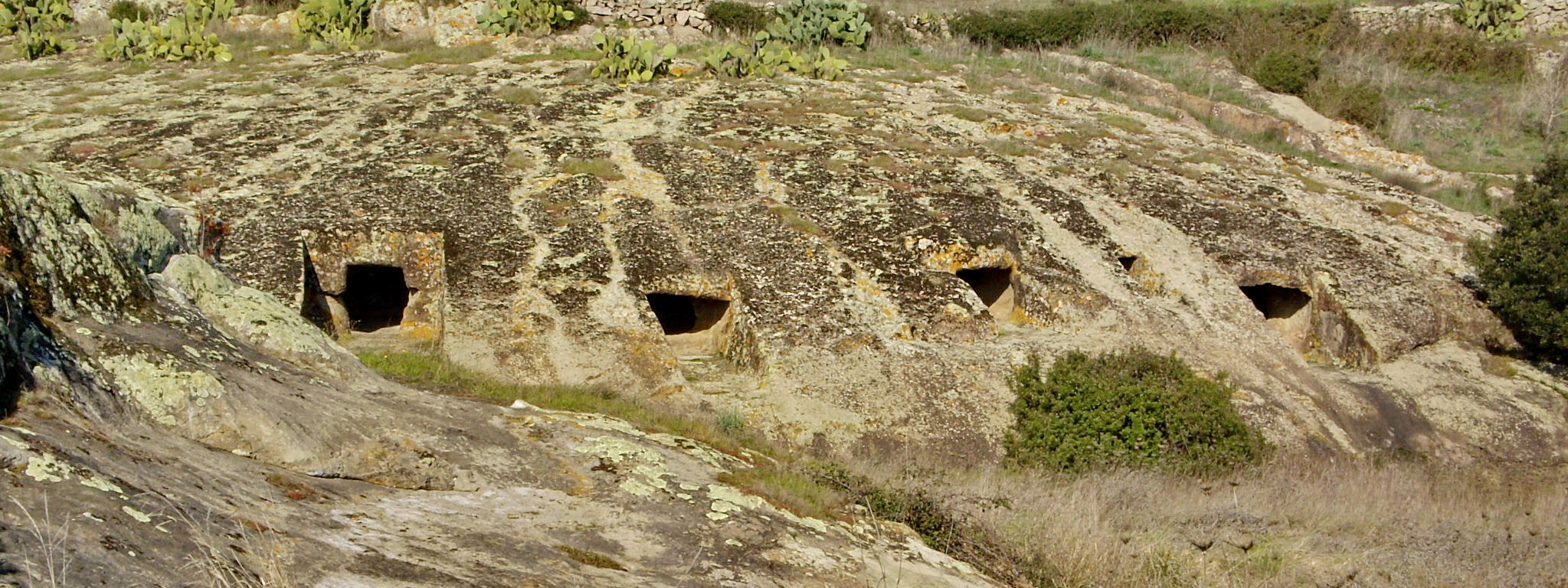
Genna Salixi

Die Nekropole von Genna Salixi liegt an der Grenze von Marmilla und Sarcidano, etwa einen Kilometer südlich von Villa Sant’Antonio, unterhalb der Straße SP37 nach Senis in der Provinz Oristano auf Sardinien. Die Nekropole stammt aus dem späten Neolithikum (Ozieri-Kultur, 3200–2800 v. Chr.) und wurde während der Kupferzeit (Monte-Claro-Kultur, 2700–2200 v. Chr.) nachgenutzt.
Die 12 in einer Reihe gelegenen und die beiden abseitigen Domus de Janas der Nekropole beeindrucken durch monumentale Architektur, vor allem im Zugangsbereich, mit hohen in den Hang gearbeiteten Dromoi. In den Felsengräbern finden sich interessante Details, wie beispielsweise in den Fels gehauene Bankaltäre und quadratische Wandnischen. In einem Grab stützt eine stehen gelassene Säule die Decke. Der Grundplan der Mehrheit der Gräber besteht aus einem Vor- und einem Hauptraum, während einige keine Vorkammer, aber mehrere Nebenkammern aufweisen.
Der Menhir Curru Tundu (oder Monte Curru Tundu) steht nördlich des Ortes nahe der Nekropole von Is Forrus.